# Miradolo Terme
Miradolo Terme (lombardul: Miradò) település Olaszországban, Lombardia régióban, Pavia megyében. Lakosainak száma 3736 fő (2023. január 1.). Miradolo Terme Chignolo Po, Inverno e Monteleone, Sant’Angelo Lodigiano, San Colombano al Lambro, Graffignana és Santa Cristina e Bissone községekkel határos.

## Népesség
A település lakossága az elmúlt években az alábbi módon változott:
| Lakosok száma | 3756 | 3714 | 3736 |
|               | 2017 | 2018 | 2023 |